# Saki Fujita
Saki Fujita (藤田咲, Fujita Saki), née le 19 octobre 1984, est une actrice vocale japonaise originaire de Tokyo au Japon et représentée par Arts Vision. Elle a chanté le générique de fin de l'anime Tokimeki Memorial, Kiseki no Kakera (奇跡のかけら) avec Yuki Makishima (ja) et Yukako Yoshikawa (en) ainsi que l'ouverture de Working!! (en), Coolish Walk, avec Kana Asumi et Eri Kitamura. Elle est surtout connue au Japon pour l'échantillonnage de la voix avec Vocaloid de Hatsune Miku créé par Crypton Future Media.

## Filmographie

### Séries d'animation télévisées

#### 2005
- Akahori Gedou Hour Rabuge (Maid)
- SPEED GRAPHER (Kozue Kokubunji)
- Happy Seven ~The TV Manga~ (Tomomi Sasaki)
- Shuffle! - (A Schoolgirl)

#### 2006
- Tsuyokiss Cool×Sweet (Kinu Kanisawa)
- Tokimeki Memorial Only Love (Mina Yayoi)
- Yoshinaga-san Chi no Gargoyle (Momo Katagiri, Rimu)(*)

#### 2007
- Gakuen Utopia Manabi Straight! (Momoha Odori)

#### 2008
- Yozakura Quartet (Ao Nanami)
- Zoku Sayonara Zetsubō Sensei (ep 13) (Hatsune Miku)

#### 2009
- Sora no Otoshimono (Tomoko)

#### 2010
- Ōkami Kakushi (Kuzumi Mana)
- Sora no Otoshimono: Forte (Tomoko)
- Night Raid 1931 (Fuu Lan)
- Working!! (Mahiru Inami)
- The Legend of the Legendary Heroes (Milk Kallaud)
- Durarara!! (Ruri Hijiribe)

#### 2011
- Working'!! (Mahiru Inami)[1]
- YuruYuri (Ayano Sugiura)

#### 2012
- YuruYuri♪♪ (Ayano Sugiura)
- Chousoku Henkei Gyrozetter (Haruka)

#### 2013
- Arpeggio of Blue Steel -Ars Nova- (Hyūga)
- Attack on Titan (Ymir)
- Pocket Monsters: Best Wishes!Season 2: Episode N (Verbena)
- Yozakura Quartet: Hana no Uta (Ao Nanami)

#### 2014
- Engaged to the Unidentified (Konoha Suetsugi)
- Girl Friend Beta (Tomo Oshii)
- Gundam Build Fighters Try (Shia Kijima)
- Magical Warfare (Hotaru Kumagai)
- Sakura Trick (Mitsuki Sonoda)
- Sword Art Online II (Skuld)

#### 2015
- Assassination Classroom (Ritsu)
- Attack on Titan: Junior High (Ymir)
- Durarara!!x2 (Ruri Hijiribe)
- Wish Upon the Pleiades (Nanako)
- Kantai Collection (Akagi)
- Rampo Kitan: Game of Laplace (Minami)
- Working!! (Mahiru Inami)
- YuruYuri San Hai! (Ayano Sugiura)
- Go! Princess PreCure (Chieri)

#### 2017
- Kira Kira PreCure a la Mode (Yukari Kotozume/Cure Macaron)

#### 2018
- Shinkansen Henkei Robo Shinkalion (Hatsune Miku)
- HUGtto! PreCure (Yukari Kotozume/Cure Macaron)

### Original video animation (OVA)
- Hiyokoi (2010) (Ritsuka Nakano)
- Baby Princess 3D Paradise 0 Love (2011) (Tsurara Amatsuka)

### Original net animation (ONA)
- Wish Upon the Pleiades (2011) (Nanako)

### Jeux vidéo

#### 2006
- Tokimeki Memorial Online (Mina Yayoi/ PC Online Game)

#### 2007
- Gakuen Utopia Manabi Straight! Kira Kira☆Happy Festa! (Momoha Odori/ PS2 Game)

#### 2009
- Agarest Senki Zero (Alice)
- Agarest Senki Zero: Dawn of War (Alice)

#### 2011
- Rune Factory Oceans (Quinn)
- Nora to Toki no Kōbō: Kiri no Mori no Majo (Mellow)

#### 2012
- Tales of Innocence (QQ Selesneva)
- Street Fighter X Tekken (Elena)

#### 2013
- Super Robot Wars UX (Fei-Yen HD, Hatsune Miku)
- Kantai Collection (8 different ships, see list)

#### 2014
- Ultra Street Fighter IV (Elena)

#### 2015
- BlazBlue Chrono Phantasma Extend (Cajun Faycott)

#### 2016
- BlazBlue: Central Fiction (Cajun Faycott)

#### 2017
- Gothic wa Mahou Otome (Hatsune Miku)

### Drama CD
- Strobe Edge (2008) (Noriko)

### Dubbing
- Hot Wheels AcceleRacers (2009) (Lani Tam)
- ChuChu Rocket : le film (Chuih)

### Autres

#### 2007
- Crypton VOCALOID2 (Hatsune Miku)

#### 2010
- Crypton VOCALOID2 (MIKU Append)

#### 2011
- Märchen (Elize (voix parlé de Hatsune Miku))

#### 2013
- Crypton VOCALOID3 (Hatsune Miku V3 (Japanese; English))